# Hans-Hermann Breuer
Hans-Hermann Breuer (* 8. Juli 1900 in Hamburg; † 26. Dezember 1971 in Osnabrück) war ein deutscher Historiker und römisch-katholischer Theologe.

## Biografie
Breuer studierte in Kiel (1925–1927) und Münster (1918–1922/1927–1928), wo er 1939 zum Dr. phil. promoviert wurde. Er wurde am 26. Mai 1923 in Osnabrück zum Priester geweiht. Er war 1923 Vikar in St. Alexander in Bawinkel, 1923–1925 Kaplan in Maria, Hilfe der Christen (Neustrelitz), 1925–1927 Vikar in St. Nikolaus (Kiel) und später Präzeptor am Konvikt in Osnabrück. Er lehrte von 1927 bis 1938 an der Ursulaschule Osnabrück, deren Rektor er ab 1935 war. 1938 wurde er aus dem Schuldienst entlassen. Von 1938 bis 1949 war er Domvikar in Osnabrück. 1944 half er pastoral in St. Johannis (Alfhausen) und in Wallenhorst, wo er 1949 bis 1950 Kaplan war. Als Präses des dortigen Kolpingsvereines war er werktags im Generalvikariat tätig, wo er von 1951 bis 1962 als zweiter Archivar tätig war. Ab 1958 war er Beauftragter für die Denkmalpflege. Von 1962 bis 1971 war er Diözesanarchivar. Von 1956 bis 1971 leitete er als Direktor das Domschatz- und Diözesanmuseum (Osnabrück). Er ist am Dom St. Peter (Osnabrück) begraben.

## Schriften (Auswahl)
- Weggeleit zur kerniger Frömmigkeit. Kleine Kapitel von der Selbstheiligung. Schöningh, Paderborn u. a. 1936, OCLC 72084421.
  - Weggeleit zur kerniger Frömmigkeit. Kleine Kapitel von der Selbstheiligung. 2. veränderte Auflage, Schöningh, Paderborn 1948, OCLC 73276497.
- Das mittelniederdeutsche Osnabrücker Osterspiel. Der Ursprung des Osterspiels und die Prozession. Untersuchungen, Einleitung und Ausgabe (= Beiträge zur Geschichte und Kulturgeschichte des Bistums Osnabrück. Band 1). Meinders & Elstermann, Osnabrück 1939, OCLC 52677127, (zugleich Dissertation, Münster 1939).
- Die Gertrudenberger Chronik (Chronica montis S. Gertrudis) des Joann Itel Sandhoff vom Jahre 1759  (= Beiträge zur Geschichte und Kulturgeschichte des Bistums Osnabrück. Band 2). Meinders & Elstermann, Osnabrück 1939, OCLC 32799067, (zugleich Dissertation, Münster 1939).
- Das Osnabrücker Triumphkreuz. Das Triumphkreuz im Dom zu Osnabrück  (= Osnabrücker Geschichtsquellen und Forschungen. Band 9). Wenner in Komm., Osnabrück 1967, OCLC 720366438.